# Fuerza Socialista Federal (Cataluña)
La aparición de la Força Socialista Federal o FSF (Força Socialista Federal, en catalán) tiene lugar a mediados-finales de 1962 y culmina en los primeros meses de 63, como resultado de la evolución de CC (Cataluña). Su desaparición, que de hecho tuvo lugar en la primavera de 1968 (aunque oficialmente, en septiembre), fue también fruto de su dinámica interna: una contestación de la militancia universitaria activa a partir de 1967 y que dio lugar en 1968 a una nueva organización, el PCR o Partido Comunista Revolucionario (y sus plataformas de masas, CHE y CHO).
En este periodo el FSF desplegó su acción en el intento de promover la conciencia de clase de los trabajadores; en el ensayo de una democratización antifranquista en el seno de la universidad y en la difusión -por medios paralegals- de la ideología socialista-comunista independiente de las posturas del PSUC.

## Evolución ideológica
Este proceso que va de CC (Cataluña) a PCR, de un extremo a otro del espectro político, está jalonada por dos momentos de crisis, correspondientes a las reformulaciones de CC-FSF y de FSF-PCR, que algunos han denominación primera y segunda ruptura. 
La primera ruptura se produjo en el senodel CC (acrónimo que inicialmente respondía a Cristianos Catalanes y, más tarde a Comunidad Catalana) entre el "sector social" y las "comarcas", con la elaboración y aprobación de un Programa que proponía una estructura comunitaria, basada en la socialización de la economía y la democracia política de base y que, por articulación federal, llegaba hasta la Federación de Pueblos Ibéricos, siguiendo una concepción en buena parte heredada de los enfoques anarquistas pero también en línea con las pulsiones federalistas del “socialismo real” contemporáneo. Se renunciaba así a planteamientos cercanos al embrionario nacionalismo catalán del "sector comarcas", y la hegemonía recaía en el "sector social", que ‒impulsado principalmente por Antoni Pérez‒ había liderado este proceso desde el Grupo de Estudios.
La aprobación del programa significó el abandono de muchos de los militantes de CC del “sector comarcas” (entre los que se encontraba Jordi Pujol Soley) y la reducción de la militancia, básicamente, a Barcelona y ciudades industriales del entorno.
Las concepciones del Programa, sin ser cuestionadas explícitamente, no se desarrollaron en términos teóricos o ideológicos, como se hace evidente por la evolución de la FSF de movimiento a partido, pero, sobre todo, por el progresivo despliegue de enfoques orientados hacia el socialismo, sin un desarrollo paralelo del federalismo (que, sin embargo, se asumió sin reservas y formaba parte de los argumentos de atracción de nuevos militantes), o por el interés hacia cuestiones prácticas (estrategias, tácticas). Pero la posición de la FSF, según declaraciones políticas en noviembre de 1966 y enero de 1968, reveló la incorporación de análisis marxistas y la aproximación a un comunismo democrático que se preciaba de evitar el dirigismo leninista. Dentro de la oposición, el FSF estuvo cerca del FOC, mientras que el adversario político ‒no el enemigo‒ era el PSUC.
La declaración política de enero de 1968 fue una de las últimas manifestaciones de la FSF, aunque ya delataba las tensiones entre el partido y su rama universitaria. Poco después, en la primavera de 1968, tuvo lugar la segunda ruptura, que dio lugar a los CHE-CHO y, más tarde, al PCR. Fue desde el PCR desde el que se emitió la “Declaración de disolución de FSF” de septiembre de 1968.

## Actividad en el campo obrero
La FSF planteaba su actividad entre los trabajadores con el objetivo de que estos llegaran a tomar conciencia de clase desde una praxis progresiva de formación, reflexión y acción, inicialmente en el lugar de trabajo, y, más tarde dentro de su barrio o ciudad, sin pretender hacer ni proselitismo ni dirigismo de partido. Las células básicas de esta concienciación-praxis fueron el Comité de Empresa y el Comité de Barrio, que podrían alcanzar niveles más altos de organización mediante la agrupación por sector o grupo de industrias o por pueblos o ciudades.
La estrategia que tenía que evitar que las acciones obreras o de barrio no cayesen en el reformismo (sindicalismo elemental, reivindicación de algunas mejoras específicas) y acceder a un nivel revolucionario de lucha que cambiase la sociedad era la reivindicación no asumible, aquella que entraba en contradicción con el sistema económico o político, que éste no podía aceptar sin resistirse, con lo cual se manifestaba el conflicto de base y se generaba un mayor nivel de conciencia. [Esta misma estrategia también se aplicó en el trabajo en otros campos].
Los Comités de Empresa apenas se desarrollaron y se sumaron al movimiento de CCOO desde mediados de los 60, con la aquiescencia por parte de la FSF, que valoró Comisiones como una organización favorable a la clase obrera, sin perjuicio de intentar evitar el dirigismo del PSUC. Los Comités de Barrio siguieron una trayectoria similar.
Precisamente, el rigor ‒llevado hasta el escrúpulo‒ en evitar hacer proselitismo o dirigismo de partido en los Comités de Empresa y Comités de Barrio tuvo la consecuencia de generar pocas incorporaciones de trabajadores en la FSF, que conservaba una composición de clase media-baja (pequeños empresarios, profesionales, funcionarios...).

## Universitat Popular
UP, Universidad Popular, fue la rama de la FSF en el frente universitario. Tenía su propia organización autónoma, con vínculos ‒a veces determinantes‒ entre las respectivas direcciones, pero sin dirigismos en uno u otro sentido.
Nacida en las mismas fechas que la FSF, después de la primera ruptura, su crecimiento fue rápido a partir de una situación general favorable; efectivamente, durante los años 1965-1966 el declive del control franquista sobre la sociedad (que pasó de la manifestación de sacerdotes en las calles de Barcelona a las huelgas en el País Vasco y en Asturias) impulsaba el activismo universitario, que la lucha contra el SEU y por un sindicato libre –SDEUB–, la Caputxinada –y la reacción represiva posterior—, los enfoques novedosos de UP y su opción política alternativa a la del PSUC, lograron un crecimiento exponencial, hasta el punto de convertirse en el grupo dominante dentro del movimiento estudiantil de 1967.
Sin embargo, el SDEUB no logró una reforma sustancial del mundo universitario, a pesar de los intentos de hacer un frente común con CCOO. La frustración consiguiente en el seno de UP derivó así en un proceso de radicalización que se rebeló contra las estrategias de carrillistas, "reformistas" y otros adversarios políticos; internamente, iniciaron una autocrítica contra la propia FSF que concluiría con la segunda ruptura, con la creación del CES, Comisiones de Estudiantes Socialistas, la transformación de estos en el CHE-CHO, Comités de Huelga Estudiantil, Comités de Huelga Obrera y, por último, del Partido Comunista Revolucionario.

## La cuestión nacional
La cuestión nacional fue objeto de análisis en el número 1 de Crítica socialista (junio de 1967), en el que se intentaba diferenciar entre la nacionalidad como reivindicación burguesa versus su reivindicación revolucionaria, negando el catalanismo como producto exclusivo y excluyente de la ideología conservadora (burguesa o pequeñoburguesa), e incidiendo así en la polémica contemporánea que la identificaba como una excrecencia de la reacción conservadora antifranquista.
En línea con esta posición, debe considerarse también el escrito Consideraciones generales sobre manifestaciones y actividades de tipo catalanista (1965), con ocasión de la convocatoria a los trabajadores a participar en la manifestación del 11 de septiembre adoptando la postura “de denuncia pública como falsificación de los problemas reales de nuestro pueblo”.
Esta doble posición se tradujo en la práctica del lenguaje: el uso del catalán era mayoritario en los documentos internos o en las publicaciones teóricas, aunque se resentía del desconocimiento de las reglas de la lengua (que no había sido objeto de la enseñanza pública), propiciando frecuentes errores (como en el nombre original de CEDEC). Por el contrario, el castellano dominaba en los escritos dirigidos a una sociedad donde las clases populares eran monolingües, característica compartida con otros partidos de la izquierda catalana y catalanista, como el FOC y el PSUC.

## Entidades paralegales
Aparte de la actividad clandestina en los frentes obreros y universitarios, la lucha de la FSF contra la dictadura se desplegó en actividades públicas con diversas herramientas que utilizaban los canales ofrecidos por la "legalidad" franquista:

### La revistaPromos
Promos, revista periódica (nacida durante la etapa CC) "dirigida a cuadros de empresas", que bajo esta cobertura publica artículos sobre economía y política en una línea socializante. En su redacción, participó activamente el FOC, así como otros grupos de la oposición, firmas prestigiosas de la economía, la sociología, la política, etc. Se publicaron 48 números en 7 años, desde septiembre de 1959 hasta el 30 de noviembre de 1966, cuando fue asfixiada por la censura franquista.

### CEDEC
El Centro de Estudios Comunitarios para el Desarrollo de la comunidad (Centre d’Estudis Comunitaris per al Desenrotllament (sic) de la Comunitat), agrupación interdisciplinaria de profesionales (economistas, sociólogos, arquitectos, ingenieros y otros), destinado a proporcionar soluciones a problemas complejos, tuvo una vida corta (1961-1964), ya que su mercado potencial (instituciones públicas) no podía considerar aún ciertos estudios y proyectos desde un enfoque comunitario. La quiebra económica dispersó a sus componentes, la mayoría de los cuales continuaron como grupos autónomos.

### La editorialEdima
Edición de Materiales publicó unos 25 títulos entre 1965 y 1968, en dos colecciones: Historia Inmediata y Notas de sociedad (de bolsillo), algunos muy sorprendentes en el panorama editorial contemporáneo. Con crecientes dificultades con la censura, desapareció tras el secuestro de Documentos de Cuba (entre los cuales figuraban las dos declaraciones de La Habana).

## Publicaciones

### Documentos relevantes
- Programa (1962-1963)
- PAS, Principis per [a l'] acció sindical (~1964)
- ASE, Acció Sindical a l'Empresa (1964-1965)
- Declaración política (10/11/1966)
- Acció a barris (~1966)
- Dossier (1966-1967)
- A propósito de la reivindicación de autogestión (publicación de UP, 1967)
- Declaración política (enero de 1968, en Revolución Comunista nº 4)

### Publicaciones periódicas
- Información Sindical (18 números, desde el otoño de 1966 al 20 de abril de 1968). De acuerdo con la estrategia citada anteriormente, esta publicación no hacía constar que el emisor era la FSF, ni pretendía el adoctrinamiento.
- Revolución Comunista (4 números, desde junio de 1967 a enero de 1968).
- Acció política (publicación de UP, 7 números desde 1966 o 1967 a febrero de 1968; los dos números posteriores ‒de mayo de 1968‒ corresponden ya a la etapa posterior a la segunda ruptura).
- Crítica socialista (publicación de UP, 3 números desde junio de 1967 a febrero de 1968).